# Missionari della Sacra Famiglia
I missionari della Sacra Famiglia (in latino Congregatio Missionariorum a S. Familia) costituiscono un istituto religioso maschile di diritto pontificio: i membri di questa congregazione clericale pospongono al loro nome la sigla M.S.F.

## Storia

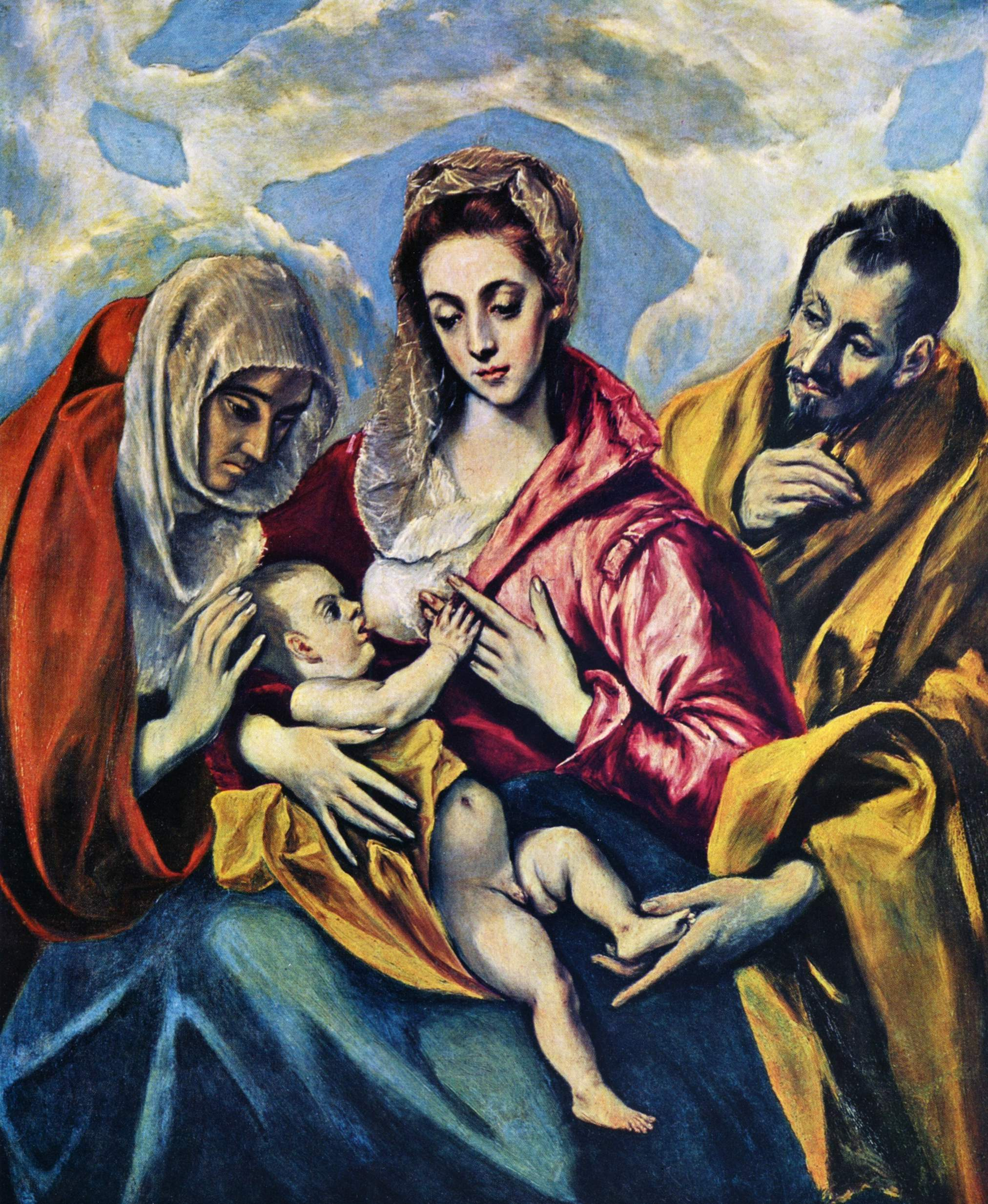
La Sacra Famiglia, opera di El Greco

L'intuizione di fondare un nuovo istituto venne al sacerdote francese Jean-Baptiste Berthier (1840-1908), religioso dei missionari di La Salette, per consentire di seguire la loro vocazione a coloro che intendevano accedere al sacerdozio, ma erano impossibilitati (per l'età avanzata o motivi economici). Avendo i superiori della congregazione salettiana respinto la sua proposta di aprire un seminario per le vocazioni tardive, Berthier pensò di dare inizio a una nuova congregazione posta sotto il patrocinio della Sacra Famiglia (il luogo dove si era formato Gesù, "sommo ed eterno Sacerdote").
Papa Leone XIII, invece, apprezzò l'iniziativa e nominò il cardinale Benoît-Marie Langénieux, arcivescovo di Reims, protettore dell'opera: il cardinale Langénieux approvò le costituzioni redatte da Berthier il 25 luglio 1895; per l'ostilità del governo francese agli enti ecclesiastici, Berthier preferì aprire la prima scuola apostolica per vocazioni tardive a Grave, nella diocesi di 's-Hertogenbosch (Paesi Bassi), dove il vescovo Wilhelmus van de Ven emise il documento di fondazione della nuova congregazione il 28 settembre 1895. I primi tre sacerdoti dell'istituto vennero ordinati nel 1905.
La congregazione ottenne il riconoscimento papale di istituzione di diritto pontificio con il decreto di lode del 16 giugno 1911: le sue costituzioni vennero approvate dalla Santa Sede il 19 maggio 1931.

## Attività e diffusione
Lo scopo dei missionari della Sacra Famiglia è soprattutto quello di favorire le vocazioni ecclesiastiche: gestiscono centri e seminari specialmente in quei paesi dove sono numerose le vocazioni tardive; si dedicano alle missioni e alla cura pastorale delle famiglie.
Sono presenti in numerosi paesi d'Europa (Austria, Bielorussia, Repubblica Ceca, Francia, Germania, Italia, Norvegia, Paesi Bassi, Polonia, Spagna, Svizzera) e d'America (Argentina, Bolivia, Brasile, Cile, Canada, Stati Uniti d'America), nelle Filippine, in Indonesia, in Madagascar e in Papua Nuova Guinea: la sede generalizia è a Roma.
Al 31 dicembre 2005, la congregazione contava 77 case e 924 religiosi, dei quali 660 sacerdoti.